# Frăsiniș, Caraș-Severin
Frăsiniș este un sat în comuna Sichevița din județul Caraș-Severin, Banat, România.